# SS Alps
SS Alps byl parník vybudovaný roku 1852 v loděnicích William Denny & Co. v Dumbartonu. 28. září 1852 byl spuštěn na vodu a 2. ledna 1853 vyplul na svou první plavbu Liverpool-New York. V roce 1854 sloužil jako nemocniční loď v krymské válce a roku 1859 byl prodán do Španělska a přejmenován na Mandingo.